# Drijfhorens
De drijfhorens (Rissoidae) zijn een grote familie van relatief kleine zeeslakken met een operculum.

## Verspreiding en habitat
Deze familie van slakken wordt wereldwijd gevonden. Ze leven op zand- of grindbodems tussen wieren of zeeplanten. Ze worden ook gevonden onder stenen in spleten of beschutte plaatsen.

## Subfamilies
De indeling binnen deze familie was een lange tijd niet duidelijk. Het aantal geslachten en subgenera viel onder de individuele interpretatie van de onderzoeker.
De volgende subfamilies zijn erkend in de taxonomy of Bouchet & Rocroi van 2005:
- Rissoinae Gray, 1847
- Rissoininae Stimpson, 1865

## Genera
Genera binnen de familie Rissoidae:
- Alvania Risso, 1826
- Amphirissoa Dautzenberg & Fischer, 1897
- Benthonella Dall, 1889
- Benthonellania Lozouet, 1990
- Boreocingula Golikov & Kussakin, 1974
- Botryphallus Ponder, 1990
- Cingula Fleming, 1818
- Crisilla Monterosato, 1917
- Frigidoalvania Warén, 1974
- Galeodinopsis Sacco, 1895
- Gofasia Bouchet & Warén, 1993
- Hirsonella J. C. Fischer, 1969 †
- Ihungia Marwick, 1931 †
- Koskinakra Kadolsky, 2016 †
- Lucidestea Laseron, 1956
- Madeiranzonia Moolenbeek & Faber, 2007
- Manzonia Brusina, 1870
- Mohrensternia Stoliczka, 1868 †
- Obtusella Cossmann, 1921
- Omanimerelina Moolenbeek & Bosch, 2007
- Onoba H. Adams & A. Adams, 1852
- Parashiela Laseron, 1956
- Peringiella Monterosato, 1878
- Plagyostila de Folin, 1872
- Pontiturboella Sitnikova, Starobogatov & Anistratenko, 1992
- Porosalvania Gofas, 2007
- Powellisetia Ponder, 1965
- Pseudosetia Monterosato, 1884
- Punctulum Jeffreys, 1884
- Pusillina Monterosato, 1884
- Quarkia Faber, 2009
- Rissoa Desmarest, 1814
- Setia H. Adams & A. Adams, 1852
- Simulamerelina Ponder, 1985
- Striatestea Powell, 1927
- Thierachella J. C. Fischer, 1969 †
- Voorwindia Ponder, 1985

Genera met synoniemen:
- Adolphinoba Powell, 1930: synoniem van Attenuata Hedley, 1918
- Ameririssoa Ponder, 1985: synoniem van Alvania Risso, 1826
- Apicularia Monterosato, 1884: synoniem van Rissoa Freminville in Desmarest, 1814
- Auriconoba Nordsieck, 1972: synoniem van Pusillina Monterosato, 1884
- Benzia Nordsieck, 1972: synoniem vanPusillina Monterosato, 1884
- Crosseia P. Fischer, 1885: synoniem van Crossea A. Adams, 1865
- Elatiella Nordsieck, 1972: synoniem van Rissoa Freminville in Desmarest, 1814
- Flemellia Nordsieck, 1972: synoniem van Alvinia Monterosato, 1884
- Galeodina Monterosato, 1884: synoniem van Alvania Risso, 1826
- Goniostoma Villa, 1841: synoniem van Rissoa Freminville in Desmarest, 1814
- Gueriniana Nordsieck, 1972: synoniem van Rissoa Freminville in Desmarest, 1814
- Haurakiopsis A. W. B. Powell, 1937: synoniem van Haurakia Iredale, 1915
- Lamarckia Leach, 1852: synoniem van Rissoa Freminville in Desmarest, 1814
- Liavenustia Nordsieck, 1972: synoniem van [Rissoa] Freminville in Desmarest, 1814
- Lilacinia Nordsieck, 1972: synoniem van Rissoa Freminville in Desmarest, 1814
- Linemera Finlay, 1924: synoniem van Alvania Risso, 1826
- Loxostoma Bivona-Bernardi, 1838: synoniem van Rissoa Freminville in Desmarest, 1814
- Massotia Bucquoy, Dautzenberg & Dollfus, 1884: synoniem van Alvania Risso, 1826
- Mereliniopsis Ponder, 1967: synoniem van Merelina Iredale, 1915
- Moniziella Nordsieck, 1972: synoniem van Alvinia Monterosato, 1884
- Mutiturboella Nordsieck, 1972: synoniem van Pusillina Monterosato, 1884
- Nobolira Finlay, 1926: synoniem van Attenuata Hedley, 1918
- Notosetia Iredale, 1915: synoniem van Putilla A. Adams, 1867
- Ovirissoa Hedley, 1916: synoniem van Onoba (Ovirissoa) Hedley, 1916 hernoemd als Onoba H. Adams & A. Adams, 1852
- Parvisetia Monterosato, 1884: synoniem van Setia H. Adams & A. Adams, 1852
- Persephona Leach, 1852: synoniem van Rissoa Freminville in Desmarest, 1814
- Plagiostyla Fischer, 1872: synoniem van Plagyostila de Folin, 1872
- Promerelina Powell, 1926: synoniem van Merelina Iredale, 1915
- Radiata Nordsieck, 1972: synoniem van Pusillina Monterosato, 1884
- Rissoia Bronn, 1848: synoniem van Rissoa Freminville in Desmarest, 1814
- Rissostomia G. O. Sars, 1878: synoniem van Rissoa Freminville in Desmarest, 1814
- Rudolphosetia Monterosato, 1917: synoniem van Setia H. Adams & A. Adams, 1852
- Sabanea Monterosato, 1884: synoniem van Rissoa Freminville in Desmarest, 1814
- Schwartzia Bucquoy, Dautzenberg & Dollfus, 1884: synoniem van Rissoa Freminville in Desmarest, 1814
- Sfaxiella Nordsieck, 1972: synoniem van Rissoa Freminville in Desmarest, 1814
- Subestea Cotton, 1944: synoniem van Onoba (Subestea) Cotton, 1944 hernoemd als Onoba H. Adams & A. Adams, 1852
- Subonoba Iredale, 1915 : synoniem van Onoba H. & A. Adams, 1852
- Teretianax Iredale, 1918 : synoniem van  Pyramidelloides G. Nevill, 1885
- Tharsiella Bush, 1897: synoniem van Cirsonella Angas, 1877
- Turboella Leach, 1847: synoniem van Rissoa Freminville in Desmarest, 1814
- Turgidina Verduin, 1979: synoniem van Pusillina Monterosato, 1884
- Varisetia Nordsieck, 1972: synoniem van Setia H. Adams & A. Adams, 1852
- Vitricithna Laseron, 1956: synoniem van Haurakia Iredale, 1915
- Zippora Leach, 1852: synoniem van Rissoa Freminville in Desmarest, 1814

## Galerij

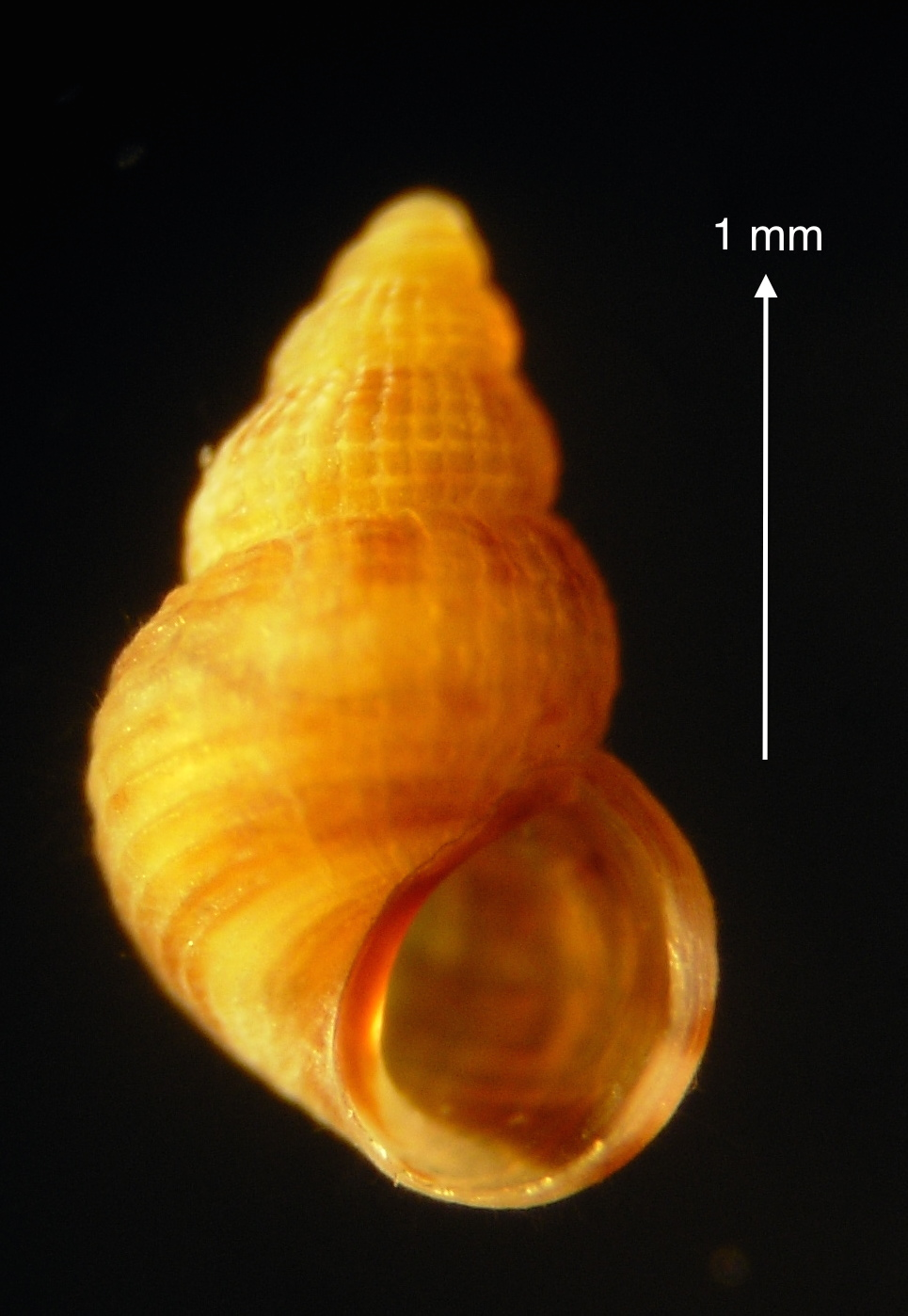
Alvania punctura
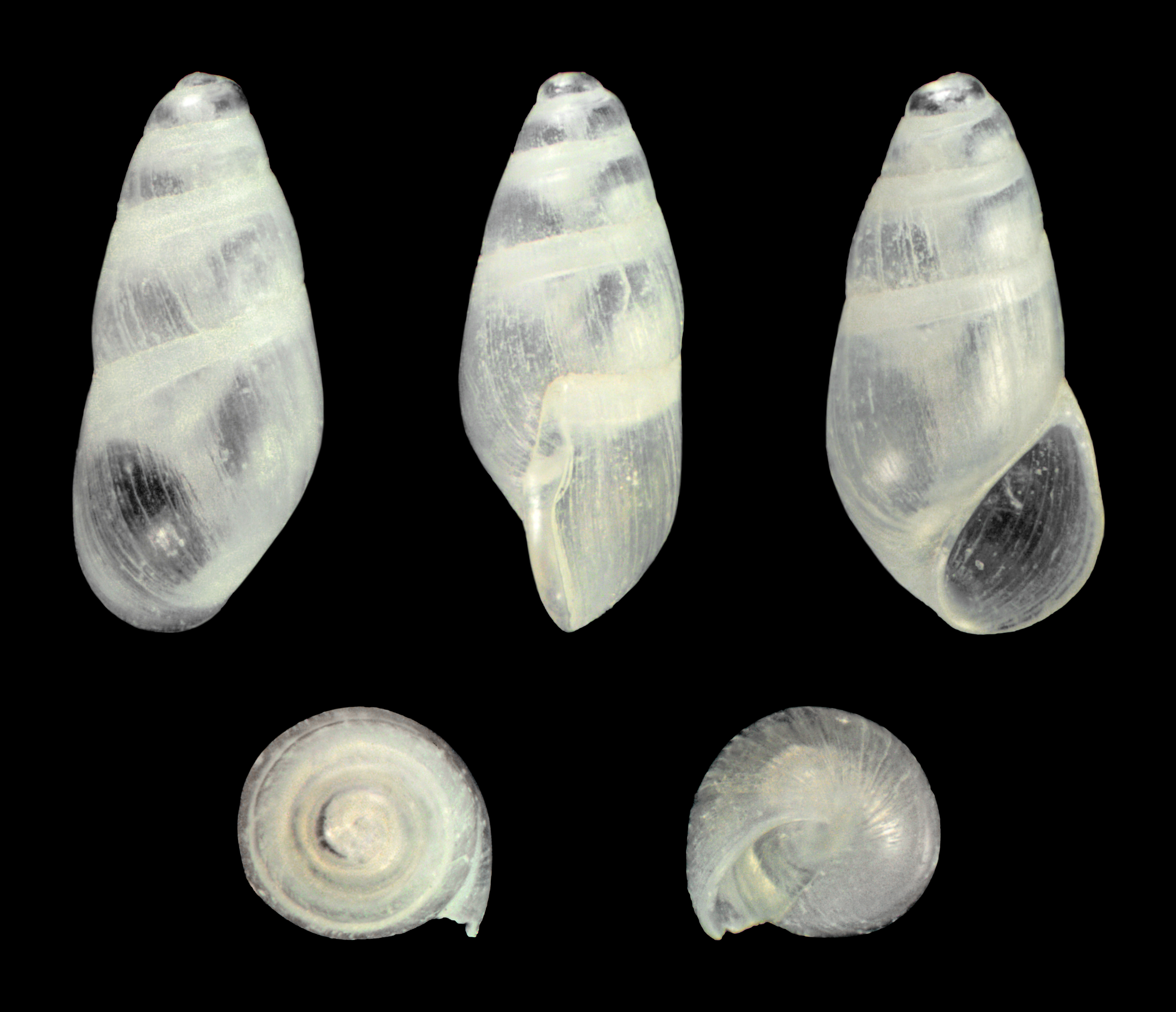
Botryphallus epidauricus
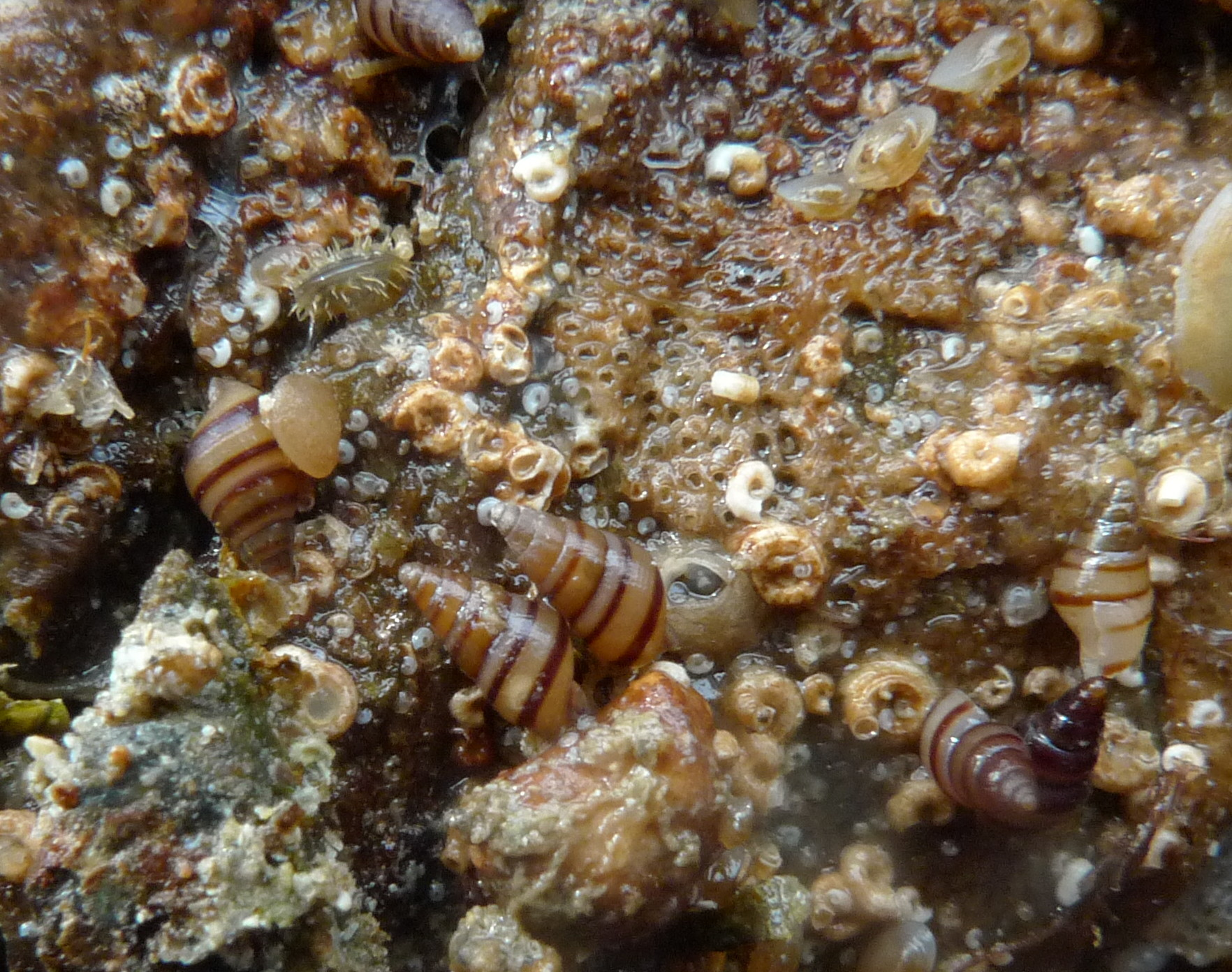
Cingula trifasciata
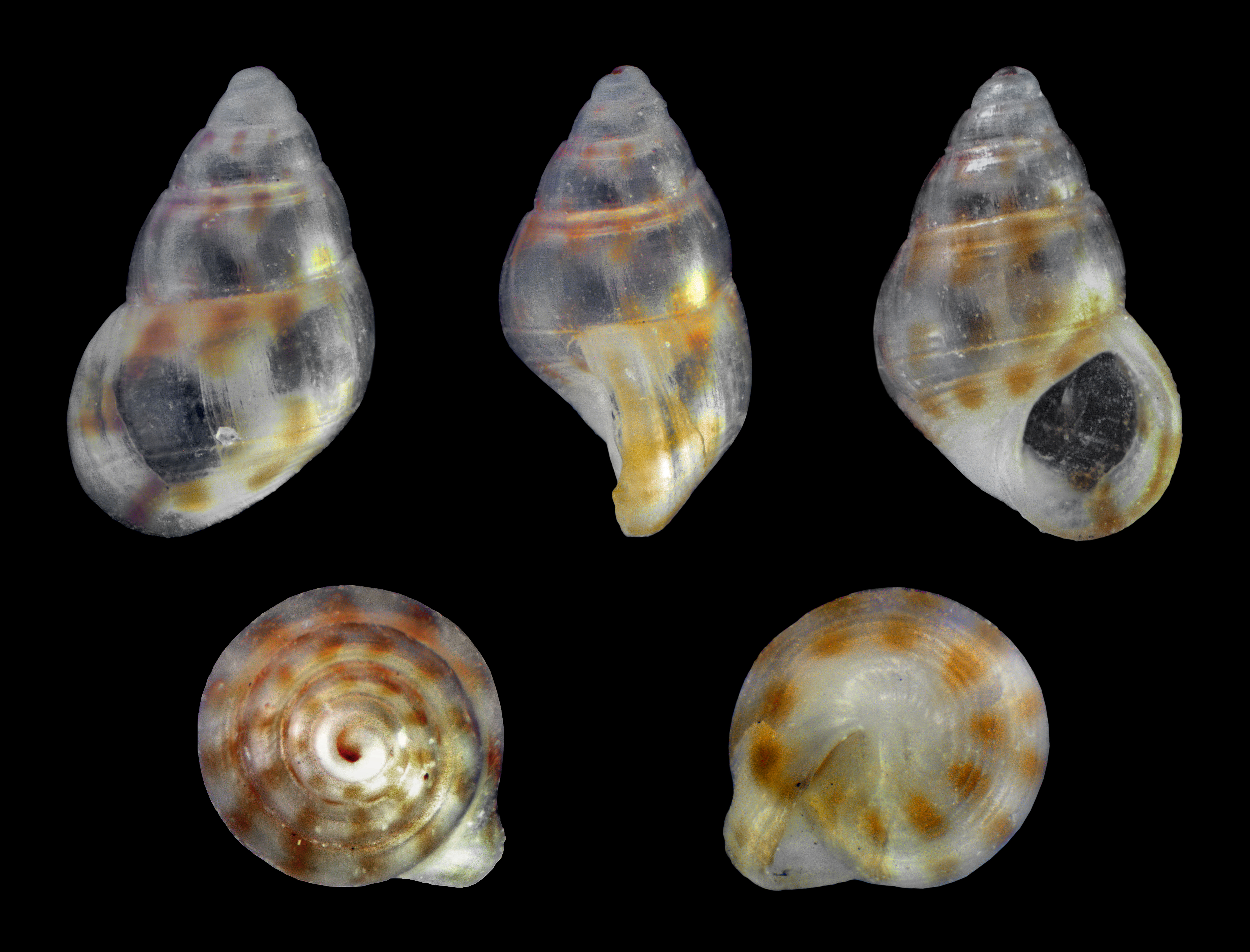
Crisilla depicta
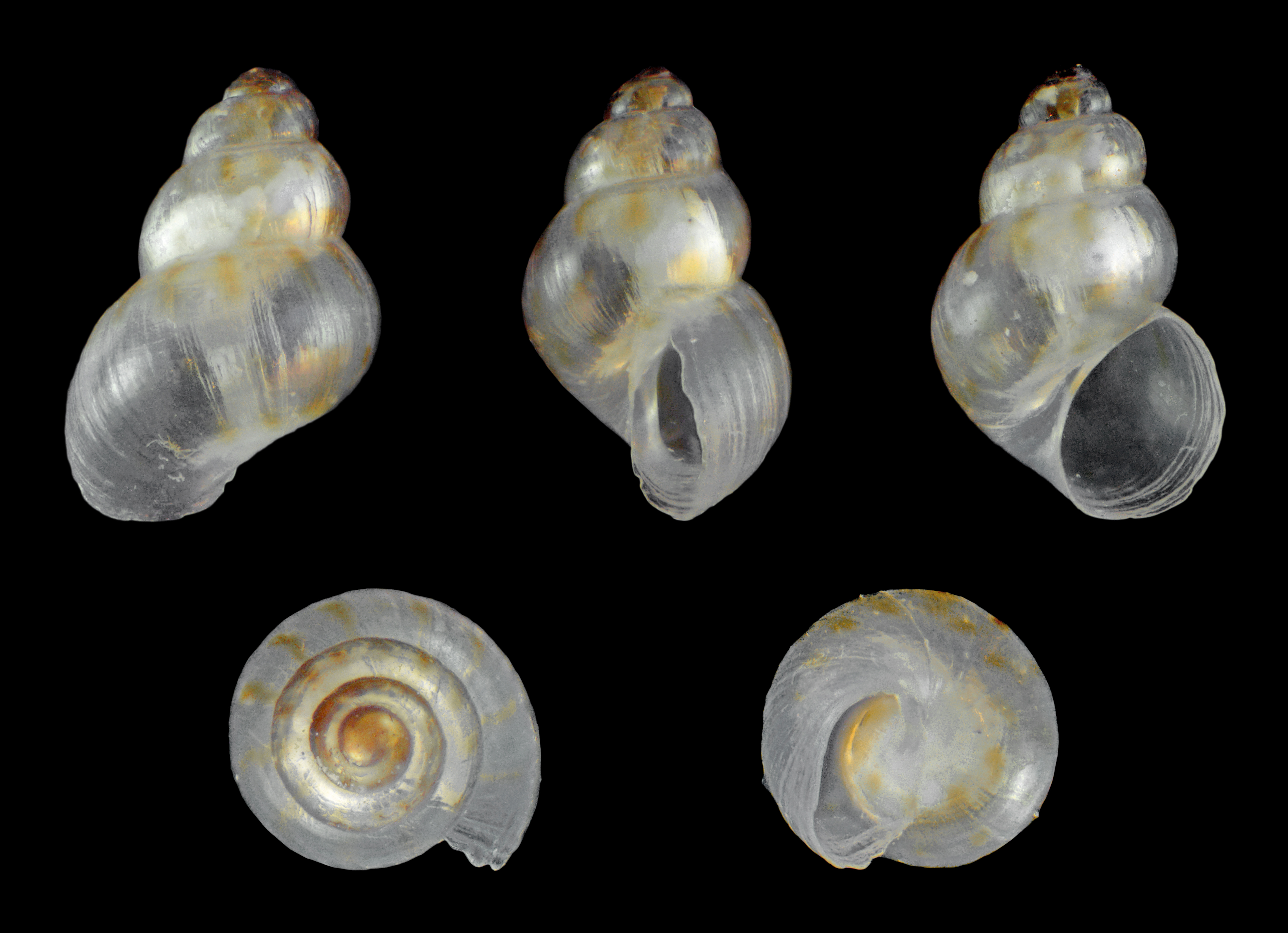
Setia amabilis